# Guy Moens

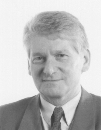
Guy Moens

Guy Moens (Tienen, 29 maart 1938) is een voormalig Belgisch senator.

## Levensloop
Moens werd beroepshalve leraar en provinciaal ziekenfondssecretaris.

### Politieke loopbaan
Moens begon zijn politieke loopbaan als kabinetsadviseur, van 1977 tot 1979 van toenmalig vice-eerste minister en minister van Openbaar Ambt Léon Hurez en van 1979 tot 1980 toenmalig vice-eerste minister en minister van Begroting.
Hij werd actief bij de SP en zetelde van 1985 tot 2003 in de Senaat namens de partij. Van 1985 tot 1995 zetelde hij er als senator voor het arrondissement Hasselt-Tongeren-Maaseik en van 1995 tot 2003 als rechtstreeks verkozen senator. Hij was in de Senaat van 1995 tot 1999 ondervoorzitter, van 1999 tot 2001 voorzitter van het College van quaestoren en van 2001 tot 2003 quaestor. 
In de periode december 1985-mei 1995 had hij als gevolg van het toen bestaande dubbelmandaat ook zitting in de Vlaamse Raad. De Vlaamse Raad was vanaf 21 oktober 1980 de opvolger van de Cultuurraad voor de Nederlandse Cultuurgemeenschap, die op 7 december 1971 werd geïnstalleerd, en was de voorloper van het huidige Vlaams Parlement.  
Daarnaast was hij van 1989 tot in 2006 gemeenteraadslid van Tongeren.

### Organisatorische loopbaan
Van 1975 tot 1991 was Moens lid van de raad van bestuur van de Vereniging Wetenschappelijk Onderwijs aan de Economische Hogeschool. Tevens was hij van 1981 tot 1987 lid van de raad van bestuur van de Kempense Steenkolenmijnen in Houthalen en van 1984 tot 1991 was hij voorzitter van het Postuniversitair Centrum Limburg.

## Publicaties
MOENS Guy, De anti-Verhofstadt: politiek voor de spiegel. Uitgeverij Coda, 1992. ISBN 90-5232-076-4

## Onderscheidingen
- Officier in de Leopoldsorde sinds 9 juni 1999.
- Eresenator.
- Ereondervoorzitter van de Senaat.